# The Ultimate Soundtracker
The Ultimate Soundtracker oder Soundtracker ist ein Step-Sequenzer-Programm für den Commodore Amiga und der erste echte Tracker. Er wurde von Karsten Obarski, einem deutschen Softwareentwickler und Musiker, entwickelt. Er erstellte die Software ursprünglich als internes Tool, um auch ohne Programmierfähigkeiten auf dem Amiga Musik machen zu können. Bei welcher Firma er zu dieser Zeit tätig war, ist unklar, Quellen nennen sowohl Reline Software als auch EAS.

## Entwicklungsgeschichte
Der SoundTracker war zunächst ein Hilfsmittel für die musikalische Untermalung eines Amigaspiels. Er hatte Techniken, die schon für den Commodore 64 von Rob Hubbard entwickelt wurden, und andere Vorläufer wie dem Soundmonitor als Vorbild. Das Programm ermöglichte erstmals ein 4-Kanal-Echtzeit-Hardware-Mixing auf allen Amiga-Computertypen. Anders als bei späteren Versionen war die Anzahl der Samples auf 15 begrenzt. Die Verwendung der vier Kanäle war wie folgt vorgesehen bzw. empfohlen: Melodie (Hauptinstrument), Begleitinstrument, Bass und Perkussionsinstrument. (Siehe auch die Beschriftung/ Betitelung der Kanäle in einigen Versionen.) Der Soundtracker konnte die Tracks als Sequenz von Assembler-Instruktionen, aber noch nicht als Trackermodul exportieren.
Der Soundtracker wurde Mitte 1987 für Verkaufszwecke veröffentlicht. Ihm war kein Erfolg als allgemeines Musikentwicklungsprogramm beschieden, Reviews nannten es „unlogisch“, „schwierig“ und „launisch“. Es wurde in diesem Markt von Applikationen wie Aegis Sonix und Electronic Arts’ Deluxe Music Construction Set ausgestochen. Jedoch stellt es den Urtyp einer neuen Gattung von Musikeditoren dar, die zum Standard für Spiele- und Demomusik auf dem Amiga wurde. Populär wurden dabei zunächst überwiegend Varianten des Programms, basierend durch Veränderungen von dritten, welche den Programmcode disassembliert (den Quelltext zurückgewonnen) haben. Eine Diskette mit Instrumenten-Samples (ST-01) wurde mit verbreitet. 1989 wurde das Programm von zwei schwedischen Programmierern, Pex „Mahoney“ Tufvesson und Anders „Kaktus“ Berkeman, verbessert, die das Ergebnis dann als NoiseTracker veröffentlichten. Dieser erlaubte schon bis zu 31 Instrumente und war flexibler bezüglich der Kanalverwendung. Ende der 1990er erschien dann ProTracker, der wohl bekannteste Amiga-Tracker, der jedoch von Grund auf neu entwickelt wurde und somit nicht mehr auf dem disassemblierten Quelltext des Ultimate Soundtrackers basiert. Visuell als auch konzeptionell ist der ProTracker dennoch weitestgehend identisch zum Ultimate Soundtrackers.

## Weitere Bücher
- Anders Carlsson: Chip Music: Low Tech Data Music Sharing. In: Karen Collins (Hrsg.): From Pac-Man to pop music. Interactive audio in games and new media. Ashgate, Aldershot u. a. 2008, ISBN 978-0-7546-6211-2, S. 153–162.
- Interview mit Obarski auf der Amiga Music Preservation Website.